# Anthony Stafford Beer

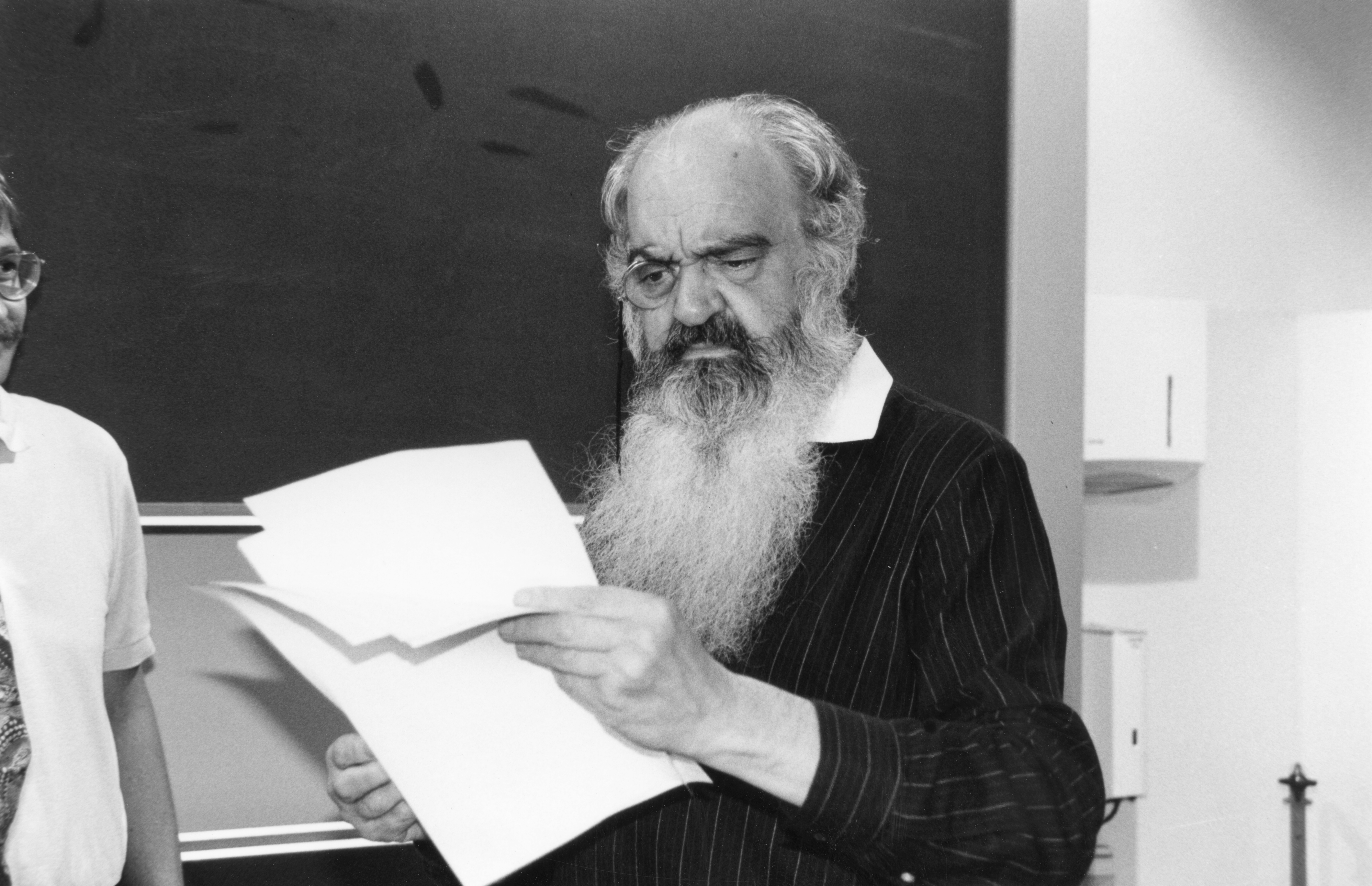
Stafford Beer na Uniwersytecie w St. Gallen

Anthony Stafford Beer (ur, 25 września 1926 w Londynie; zm. 23 sierpnia 2002 w Toronto) był brytyjskim cybernetykiem i profesorem w Manchester Business School i na kilku innych uniwersytetach, gdzie pracował nad badaniami operacyjnymi, cybernetyką zarządzania i 
cybernetyką społeczną.

## Życiorys
Beer studiował filozofię i psychologię na Uniwersytecie Londyńskim w 1943 i 1944 roku. Prowadził badania operacyjne zorientowane na praktykę, opierając się na holistycznym podejściu, obejmującym na przykład odkrycia z zakresu biocybernetyki i sieci neuronowych.
Podczas rządów Salvadora Allende w Chile od 1971 r. był zaangażowany w projekt Cybersyn wraz z Fernando Floresem, którego celem było ustanowienie chilijskiego zarządzania gospodarczego przy użyciu naukowych technik administracyjnych i organizacyjnych.
W swojej książce Cybernetics and Management Stafford Beer zdefiniował cybernetykę jako „naukę o skutecznej organizacji”.
W świecie niemieckojęzycznym przedstawiciele Uniwersytetu w St. Gallen (Hans Ulrich, Fredmund Malik, Markus Schwaninger itp.) w szczególności wykorzystali jego prace jako podstawę Modelu Zarządzania St. Gallen.

## Nagrody i wyróżnienia
- 1966: Nagroda Fredericka W. Lanchestera[6]

## Publikacje
Publikacje Stafforda Beera:
- 1959, Cybernetics and Management, English Universities Press.
- 1966, Decision and Control, Wiley, London.
- 1968, Management Science: The business use of operations research, Aldus Books, London, Doubleday, New York.
- 1972, Brain Of The Firm, Allen Lane, The Penguin Press, London, Herder and Herder, USA.
- 1974, Designing Freedom, CBC Learning Systems, Toronto, 1974; and John Wiley, London and New York, 1975.
- 1975, Platform for Change, John Wiley, London and New York. Przedruk z poprawkami 1978.
- 1977, Transit; Poems, CWRW Press, Wales. Limited Edition, Prywatny obieg.
- 1979, The Heart of Enterprise, John Wiley, London and New York. Przedruk z poprawkami 1988.
- 1981, Brain of the Firm; Second Edition (rozszerzone), John Wiley, London and New York. Przedruki w 1986, 1988.
- 1983, Transit; Poems, Second edition (rozszerzone). With audio cassettes: Transit – Selected Readings, and one Person Metagame; Mitchell Communications, Publisher, 2693 Route 845, Carters Point, NB, Canada, E5S 1S2.
- 1985, Diagnosing the System for Organizations; John Wiley, London and New York. Przedruki w 1988, 1990, 1991.
- 1986, Pebbles to Computer: The Thread; (z Hansem Blohmem), Oxford University Press, Toronto.
- 1994, Beyond Dispute: The Invention of Team Syntegrity; John Wiley, Chichester.